# لغة يوتوبية
اللغة اليوتوبية (بالإنجليزية: Utopian language)‏ هي لغة الأرض الخيالية لليوتوبيا، كما وصف ذلك توماس مور في كتابه يوتوبيا. تم العثور على عينة مختصرة من هذه اللغة المصطنعة في ملحق الكتاب، كتبه صديقه «بيتر جيليس».

## روابط خارجية
- ZX-Utopian - Free font with Utopian alphabet.